# Måns Zelmerlöw
Måns Zelmerlöw (Lund, 13 juni 1986) is een Zweedse zanger. Hij is internationaal bekend door zijn overwinning voor Zweden op het Eurovisiesongfestival 2015 in Wenen met het lied Heroes.

## Biografie

### Periode voor 2015
Zelmerlöw raakte in 2005 bekend in eigen land door zijn deelname aan de Zweedse editie van Idols, waarin hij als vijfde eindigde. Een jaar later nam hij deel aan Let's Dance. Samen met Maria Karlsson won hij deze danscompetitie. In 2007 nam hij deel aan Melodifestivalen, de Zweedse preselectie voor het Eurovisiesongfestival. Met het nummer Cara mia drong hij door tot de finale, alwaar hij als derde eindigde. Niet veel later bracht hij zijn eerste album uit, dat meteen platina opleverde. Twee jaar later waagde hij opnieuw zijn kans in Melodifestivalen, ditmaal met Hope & glory. Ook dit keer haalde hij de finale, waar hij de vierde plek bezette. Niet veel later kwam zijn tweede album uit, dat goud opleverde. 
Zelmerlöw werd door Sveriges Television gevraagd om gastheer te zijn van Melodifestivalen 2010, na eerder ook reeds Lilla Melodifestivalen te hebben gepresenteerd. Een jaar later werd hij de presentator van Allsång på Skansen, een job die hij drie jaar zou uitoefenen.

### Eurovisiesongfestival 2015
In 2015 keerde hij terug naar Melodifestivalen. Met het nummer Heroes wist hij de Zweedse preselectie bij zijn derde deelname voor het eerst te winnen. Hierdoor mocht hij zijn vaderland vertegenwoordigen op het Eurovisiesongfestival 2015 in de Oostenrijkse hoofdstad Wenen. Op 23 mei 2015 wist hij deze editie van het Eurovisiesongfestival te winnen. De Zweedse deelname viel op door de integratie en synchronisatie van de bewegingen van Zelmerlöw met de animatie op de achtergrond.
Zweden behaalde in de finale met 27 deelnemers en 40 stemmende landen een totaal van 365 punten, met 78% van het maximum een hoge score. Zweden eindigde voor nummer twee Rusland, dat 303 punten behaalde. Alle 39 stemmende andere landen in de finale hadden punten over voor Zweden. Van twaalf landen kreeg Zelmerlöw de maximale twaalf punten en daarnaast nog van elf landen tien punten.
Na zijn overwinning op het Eurovisiesongfestival bracht de zanger ook zijn zesde studioalbum uit, Perfectly Damaged. Het album werd met Platinum bekroond in zijn thuisland Zweden.

### 2016-heden: Eurovisiesongfestival 2016 enChameleon
Op 10, 12 en 14 mei 2016 nam Zelmerlöw de presentatie van het Eurovisiesongfestival in Stockholm op zich. Hij deed dat samen met Petra Mede, die het festival ook al in 2013 presenteerde in Malmö. 
Zelmerlöw bracht in december 2016 ook zijn zevende studioalbum uit Chameleon, waarvan Hanging on to Nothing de leadsingle was. De single kon de Zweedse hitlijst niet bereiken, enkel de tipparade. Er verscheen later ook een Franse versie van het nummer Rien que nous deux. 
In 2017 was de zanger nog commentator voor SVT, de Zweedse televisie zender die het Eurovisiesongfestival uitzendt, ook kwam hij voor in een sketch om de drie presentatoren voor te bereiden.
Op 18 oktober 2019 bracht Zelmerlöw  zijn album TIME uit.